# 雅尼娜·明格
雅尼娜·马德莱娜·明格（德語：Janina Madeleine Minge，1999年6月11日—），德国女子足球运动员。她曾代表德国国家队参加2024年夏季奥林匹克运动会女子足球比赛，获得一枚铜牌。